# Tetratoma
Tetratoma es un género de coleóptero de la familia Tetratomidae. Es de distribución holártica.

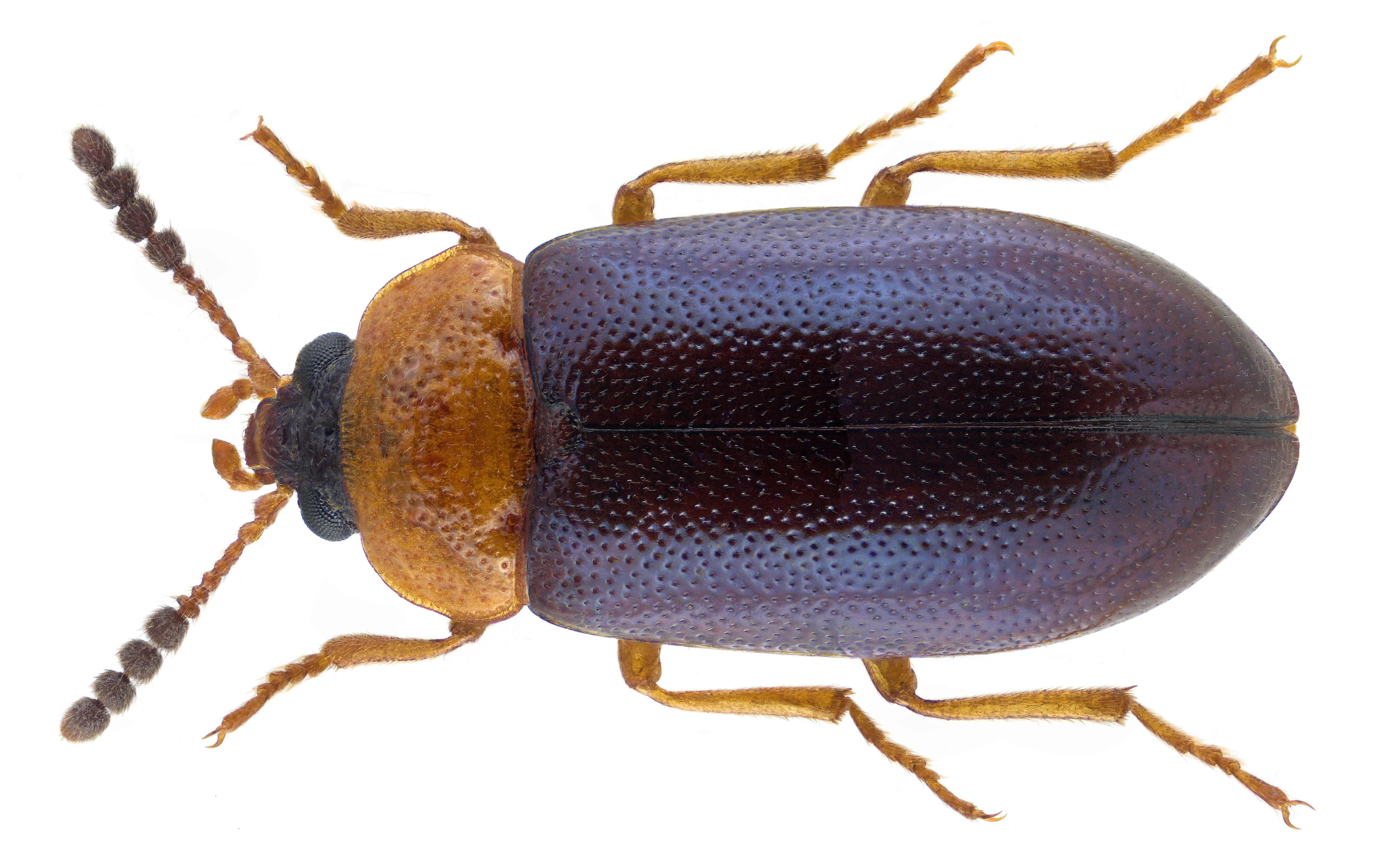
Tetratoma fungorum

## Especies
Hay alrededor de 22 especies en 5 sugéneros:
- Tetratoma ainu (Nakane, 1963)
- Tetratoma ancora Fabricius, 1790
- Tetratoma baudueri Perris, 1864
- Tetratoma canadensis Nikitsky & Chantal in Nikitsky, 2004
- Tetratoma crenicollis Baudi, 1877
- Tetratoma cyanoptera Champion, 1924
- Tetratoma fungorum Fabricius, 1790
- Tetratoma fuscoguttata Nikitsky, 1998
- Tetratoma japonica Miyatake, 1955
- Tetratoma maculata (Casey, 1900)
- Tetratoma nepalensis Nikitsky, 1998
- Tetratoma nobuchii Nakane, 1955
- Tetratoma pictipennis Reitter, 1896
- Tetratoma sakagutii Nakane, 1955
- Tetratoma talyshensis Nikitsky, 1989
- Tetratoma tedaldi Reitter, 1887
- Tetratoma tessellata Melsheimer, 1844
- Tetratoma truncorum LeConte, 1866
- Tetratoma variegata (Casey, 1900)
- Tetratoma wittmeri Nikitsky, 1998